# Corrombles
Corrombles ist eine französische Gemeinde mit 242 Einwohnern (Stand 1. Januar 2022) im Département Côte-d’Or in der Region Bourgogne-Franche-Comté. Sie gehört zum Kanton Semur-en-Auxois und zum Arrondissement Montbard.
Nachbargemeinden sind Corsaint im Nordwesten, Bard-lès-Époisses im Nordosten, Torcy-et-Pouligny im Südosten und  Époisses im Südwesten.

## Bevölkerungsentwicklung
| Jahr                       | 1962 | 1968 | 1975 | 1982 | 1990 | 1999 | 2008 | 2018 |
| -------------------------- | ---- | ---- | ---- | ---- | ---- | ---- | ---- | ---- |
| Einwohner                  | 263  | 270  | 239  | 200  | 201  | 201  | 234  | 250  |
| Quellen: Cassini und INSEE |      |      |      |      |      |      |      |      |